# Stora Furesjön
Stora Furesjön är en sjö i Falkenbergs kommun i Halland och ingår i Ätrans huvudavrinningsområde.